# Ланкастър
Вижте пояснителната страница за други значения на Ланкастър.
Ланкастър (на английски: Lancaster, /ˈlæŋkəstər/) е град в северозападна Англия, административен център на района Сити ъф Ланкастър в графство Ланкашър. Населението му е около 52 000 души (2011).
Разположен е на 9 метра надморска височина в Моркамската низина, на бреговете на река Люн малко над вливането ѝ в Ирландско море и на 73 километра северозападно от Манчестър. Селището възниква около укрепление от Римската епоха, което през Средновековието е първоначалното владение на Ланкастърската династия. Днес в града се намира Ланкастърския университет.

## Известни личности
Родени в Ланкастър
- Джо Абъркромби (р. 1974), писател
- Джеймс Бийти (р. 1978), футболист
- Бланш Ланкастърска (1342 – 1368), благородничка
- Джон Лангшоу Остин (1911 – 1960), философ
- Ричард Оуен (1804 – 1892), биолог
- Алфред Шарп (1853 – 1935), изследовател